# Charta 77
Die Charta 77 war eine Bürgerrechtsbewegung in der Tschechoslowakei von 1977 bis 1992, die der Mittelpunkt der Opposition gegen das kommunistische Regime war.
Der Name beruft sich auf eine 1977 veröffentlichte Petition Charta 77 gegen die Menschenrechtsverletzungen des kommunistischen Regimes in der Tschechoslowakei.
Seit 1978 existiert die Stiftung der Charta 77.

## Vorgeschichte
1976 schlossen sich Künstler und Intellektuelle (beispielsweise die vom Prager Frühling bekannten Jiří Dienstbier, Jiří Hájek und Václav Havel), aber auch Arbeiter, Priester, Exkommunisten und ehemalige Mitarbeiter des Geheimdienstes zusammen, um auf Menschenrechtsverletzungen aufmerksam zu machen, die im Widerspruch zu der vom tschechoslowakischen Außenminister unterschriebenen Schlussakte von Helsinki standen.
Unmittelbarer Auslöser waren die Repressionen des Regimes gegenüber der Band Plastic People of the Universe. Die direkt nach der Invasion des Warschauer Paktes gegründete Band hatte seit 1968 mehrere Festivals mit alternativer Musik veranstaltet. Die Gruppe war ein wichtiger Anziehungspunkt für eine staatsunabhängige Kulturszene und hatte insbesondere bei jüngeren Menschen Erfolg. Bei einem Konzert im Februar 1976 wurden die Mitglieder der Gruppe inhaftiert und viele der Konzertbesucher ausgiebig verhört. Die Aktion sorgte für nationale und internationale Proteste. Václav Havel selbst sah die Repressionen gegen die Plastic People als Angriff des totalitären Systems auf das Leben selbst, auf die menschliche Freiheit und Integrität. Für Havel galt es, einen Präzedenzfall zu verhindern.

## Die Erklärung
Am 1. Januar 1977 wurde die Charta 77 veröffentlicht und am 7. Januar 1977 in führenden europäischen Zeitungen wie The Times, Le Monde oder der Frankfurter Allgemeinen Zeitung abgedruckt. Die tschechoslowakischen Massenmedien veröffentlichten den Text nicht. Im Januar und Februar 1977 setzte eine intensive staatliche Kampagne gegen die Charta ein; ihre Existenz war innerhalb weniger Tage im ganzen Land bekannt.
Hauptsächliche Verfasser der Erklärung und erste Sprecher der Bewegung waren der Dramatiker Václav Havel, der Philosoph Jan Patočka und der ehemalige Außenminister Jiří Hájek. Bereits im Januar 1977 gründete sich ein internationaler Ausschuss zur Unterstützung der Charta 77, dem unter anderem Heinrich Böll, Friedrich Dürrenmatt, Graham Greene und Arthur Miller angehörten.
Inhaltlich stellt die Charta die Rechte, die in der KSZE-Erklärung und teilweise auch in tschechoslowakischen Gesetzen gewährt wurden, der Realität gegenüber. Sie bezeichnet das Recht auf freie Meinungsäußerung als völlig illusorisch, Hunderttausenden von Bürgern wird die „Freiheit von Furcht“ (Präambel des Ersten Paktes) verweigert, das Recht auf Bildung wird verweigert, da Hunderttausende von Jugendlichen wegen ihrer Ansichten oder der Ansichten ihrer Eltern nicht zum Studium zugelassen werden, die Bekenntnisfreiheit wird von machthaberischer Willkür systematisch eingeschränkt, insgesamt ist Das Instrument der Einschränkung und häufig auch der völligen Unterdrückung einer Reihe von bürgerlichen Rechten […] ein System faktischer Unterordnung sämtlicher Institutionen und Organisationen im Staat unter die politischen Direktiven des Apparats der regierenden Partei und unter die Beschlüsse machthaberisch einflussreicher Einzelpersonen. Soweit Forderungen erhoben werden, beziehen sich diese einzig darauf, dass die tschechoslowakische Regierung die von ihr unterzeichneten Verträge, insbesondere die Schlussakte von Helsinki, einhält.

## Die Bewegung
Zu der recht heterogenen Gruppe gehörten Mitglieder der kommunistischen Partei ebenso wie ihr fernstehende Personen, Atheisten, Christen und Mitglieder anderer Glaubensgemeinschaften. Weitere bekannte Mitglieder waren der Soziologe Rudolf Battěk, die Bürgerrechtlerin Dana Němcová als Mitunterzeichnerin, oder der Philosoph und Mathematiker Václav Benda.
Ziel der Bewegung, die von drei jährlich gewählten Sprechern nach außen repräsentiert wurde, war der Dialog mit Vertretern von Politik und Staat. Sie äußerte sich zu verschiedenen gesellschaftlichen Problemen (Diskriminierung im Beruf, Reisefreiheit, Umweltfragen, Rechte der Gläubigen etc.) und forderte mehrmals Amnestie für politische Gefangene. Sie machte auf Menschenrechtsverletzungen aufmerksam, dokumentierte sie und bot Lösungsvorschläge an. Eines der wichtigen Anliegen war ferner die Vervielfältigung verbotener Bücher oder Texte (Samisdat): z. B. Übersetzungen von Autoren wie Orwell, Koestler, Werke sämtlicher emigrierter oder totgeschwiegener tschechischer und slowakischer Schriftsteller und weiterer Personen.
Über die angestrebte Bewegung selbst und die Mitgliedschaft darin gibt das Gründungsdokument ebenfalls Auskunft: Charta ’77 ist keine Organisation, hat keine Statuten, keine ständigen Organe und keine organisatorisch bedingte Mitgliedschaft. Ihr gehört jeder an, der ihrer Idee zustimmt, an ihrer Arbeit teilnimmt und sie unterstützt. Charta ’77 ist keine Basis für oppositionelle politische Tätigkeit. Sie will dem Gemeininteresse dienen wie viele ähnliche Bürgerinitiativen in verschiedenen Ländern des Westens und des Ostens.
Inhaltlich wollten die Chartisten besonders auf individuelle Menschenrechtsverletzungen aufmerksam machen, generelle Mechanismen anregen, um die Rechte von Individuen dauerhaft zu schützen, und als Vermittler in konkreten Konflikten auftreten. Später übernahm diese Aufgabe das 1988 gegründete Tschechoslowakische Helsinki-Komitee.
Die Charta stieß sowohl auf eine positive Resonanz in Westeuropa (wo viele ihrer Dokumente veröffentlicht wurden) als auch bei Dissidenten in Polen, Ungarn und der DDR.
1978 begann eine unabhängige Gruppe von Unterzeichnern mit der Herausgabe der Zeitschrift Informationen über die Charta 77. Bis 1989 veröffentlichte die Charta 77 insgesamt 572 Dokumente über Menschenrechtsverstöße, über die Situation der Kirchen in der ČSSR, über Themen wie Frieden, Umweltschutz, Philosophie und Geschichtsschreibung. Auch zum in der Tschechoslowakei oftmals komplizierten Verhältnis zu Deutschland gab die Charta Erklärungen ab.
Eine echte Organisation, die sich aus der Charta entwickelte, war das Komitee für die Verteidigung der ungerecht Verfolgten (tsch.: Výbor na obranu nespravedlivě stíhaných – VONS) 1978.
Ab Mitte der 1980er Jahre brachen vor allem jüngere Aktivisten mit den bis dahin verfolgten Mitteln der unpolitischen Politik und dem von Comenius übernommenen Leitsatz „Omnia sponte fluant, absit violentia rebus (Alles fließe von selbst, die Gewalt sei den Dingen ferne)“. Sie suchten, unter anderem ermutigt durch Glasnost und Perestroika, auch die physische Konfrontation mit dem tschechoslowakischen Staat.
Die Charta leistete bis 1989 eine überragende Rolle darin, den Westen, aber auch die Tschechoslowaken selbst über die tatsächliche Situation im Land zu informieren und einen Raum für freie Diskussionen zu schaffen. Ihrem Einsatz und ihrer Reputation ist es auch zu verdanken, dass die Samtene Revolution 1989 friedlich verlief, viele ihrer Protagonisten erreichten danach hohe politische Ebenen im Staat.
1992 beendete die Charta 77 offiziell ihre Tätigkeit.

## Reaktionen des Regimes
Obwohl die Charta sich selbst nicht als Opposition definierte und zum Dialog aufforderte, reagierte der Staat mit Härte und Repression. Die erste Reaktion des Staates erfolgte am 12. Januar 1977 in der Zeitung Rudé právo. Unter der Überschrift Schiffbrüchige und Selbsterwählte wurden die Unterzeichner als verkrachte Existenzen der tschechoslowakischen reaktionären Bourgeoisie sowie aus denen der Organisatoren der Konterrevolution von 1968 bezeichnet, die auf Bestellung antikommunistischer und zionistischer Zentralen gewisser westlichen Agenturen handelten. Das Dokument selbst sei eine antistaatliche, antisozialistische, gegen das Volk gerichtete, demagogische Hetzschrift, die in grober und verlogener Weise die Tschechoslowakische sozialistische Republik und die revolutionären Errungenschaften des Volkes verleumdet. Im Januar und Februar folgte eine intensive Kampagne in sämtlichen Medien, in denen sich zahlreiche regime-konforme Künstler und Intellektuelle vehement von der Charta distanzierten. Der Sänger Karel Gott beispielsweise behauptete: „Es gibt Zeiten und Situationen, in denen es nicht reicht, nur zu singen. Darum reiht sich auch meine Stimme ein in den großen Strom der Künstler, die sich zu Sozialismus und Frieden bekennen: für ein noch schöneres Lied und eine noch schönere Melodie, für ein noch glücklicheres und freudigeres Leben dem Volke dieses Landes“.
Unterzeichner wurden wiederholt verhaftet, verhört, offensichtlich observiert, bekamen Berufsverbot oder wurden von der Gesellschaft isoliert. Viele Unterzeichner versteckten sich zu dieser Zeit in den Villen der reichen Kaufmannsfamilien Weichselmann und Faifr. Václav Havel verbrachte einige Monate in Untersuchungshaft. Einer der drei ersten Sprecher, Jan Patočka, brach am 13. März 1977 nach stundenlangen Verhören der Polizei zusammen und verstarb. Auf seiner Beerdigung wurde jeder Trauergast fotografiert und gefilmt, während permanent ein Hubschrauber über dem Friedhof kreiste. Im Oktober 1977 schließlich kam es zum ersten offiziellen Prozess. Den Angeklagten wurde vorgeworfen, in der Tschechoslowakei verbotene Schriften ins Ausland geschmuggelt zu haben. Die höchste Strafe betrug 3½ Jahre Haft.
Einige Hundert der Unterzeichner der Charta wurden ausgebürgert. Dem Schriftsteller Pavel Kohout wurde 1979 nach einer Reise die Wiedereinreise in die Tschechoslowakei verweigert und die Staatsbürgerschaft aberkannt. Andere haben aus Angst vor Repression ihre Heimat verlassen. Insgesamt wanderten etwa 300 Unterzeichner aus, vor allem nach Österreich, wo ihnen damals umstandslos politisches Asyl gewährt wurde. Von dort emigrierten die meisten von ihnen weiter in die USA, nach Kanada und Australien.
1977 initiierte die Kommunistische Partei eine Gegenaktion, die so genannte Anticharta, der sich schnell etwas mehr als 2000 Künstler, v. a. Schauspieler usw. anschlossen. Am 28. Januar 1977 wurde die erstmalige Unterzeichnung der Anticharta durch viele prominente Künstler live im Fernsehen übertragen. Schauspieler hingegen, die die Anticharta nicht unterschrieben, waren jahrelang mit Berufsverbot belegt.

## Auszeichnungen
- 1978: Monismanien-Preis der Universität Uppsala
- 1980: Andrei Sacharow-Freiheitspreis des Norwegischen Helsinki-Komitees
- 1990: Fritt-Ord-Preis

## Nachwirkungen

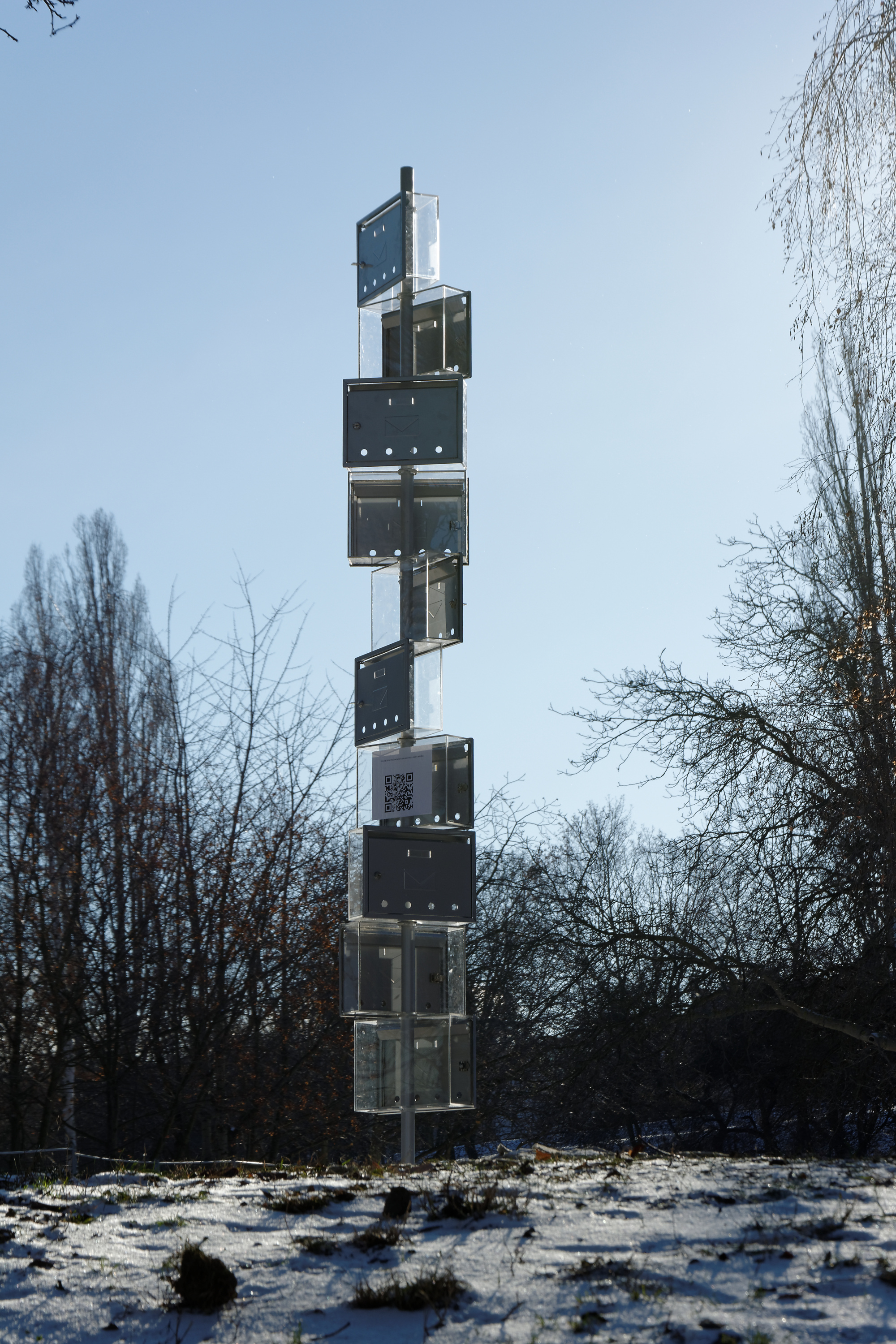
Denkmal für die Unterzeichner der Charta 77 in Prag Dejvice

Im Gegensatz zum Prager Frühling ist die Charta in Tschechien und der Slowakei weitgehend unumstritten. Sie wird heute im Allgemeinen positiv gesehen. Dies geht so weit, dass Václav Havel schon 2002 anlässlich der Jubiläumsfeiern sagte: „Als Chartist stört mich die Boulevardisierung dieses Themas. Aus der Charta wird fast eine heilige Sache gemacht. Wohingegen diejenigen, die durch die harte moderne Geschichte dazu gezwungen wurden, ein Dokument gegen die Charta zu unterschreiben, sich heute nach 25 Jahren plötzlich auf der Anklagebank finden. Mir gefällt das ganz und gar nicht. Ich denke, dass sowohl die Charta als auch die Anticharta zu unserer jüngsten Geschichte gehören und man sich damit ruhig und sachlich beschäftigen muss. Das heißt, sie sollten keinen Anlass zu irgendeiner Trennung bieten, sondern eher einen Impuls zum gemeinsamen Studium.“
Allerdings zeigte eine repräsentative Umfrage der Agentur FNS Factum anlässlich des 25-jährigen Charta-Jubiläums 2002 auch, dass die Charta einem Viertel der Tschechen unter 24 Jahren und sogar 40 % der Tschechen unter 19 Jahren unbekannt war.
Im Oktober 2017 initiierte die Dresdner Verlegerin Susanne Dagen, die der Neuen Rechten zugeordnet wird, die Charta 2017, deren Name auf die Charta 77 anspielt. Darin warf sie dem Börsenverein des Deutschen Buchhandels vor, einen „Gesinnungskorridor“ vorzugeben. Die Charta wurde unter anderem von den Schriftstellern Cora Stephan und Uwe Tellkamp sowie den Publizisten Vera Lengsfeld und Matthias Matussek unterzeichnet.

## Unterzeichner (Auswahl)
Auf der am 1. Januar 1977 veröffentlichten Erklärung befanden sich bereits 242, noch im Dezember 1976 gesammelte Unterschriften. 1989 waren es schließlich 1900 Unterzeichner. Dazu zählen folgende Persönlichkeiten:
- Milan Balabán (1929–2019)
- Karel Bartošek (1930–2004)
- Rudolf Battěk (1924–2013)
- Jiří Brabec (* 1929)
- Nika Brettschneiderová (1951–2018)
- Václav Černý (1905–1987)
- Vlasta Chramostová (1926–2019)
- Petr Chudozilov (* 1943)
- Petr Cibulka (* 1950)
- Ivan Dejmal (1946–2008)
- Jiří Dienstbier (1937–2011)
- Irena Dubská (1924–2010)
- Miklós Duray (1945–2022)
- Vratislav Effenberger (1923–1986)
- Dalibor Faifr (1926–1996)
- Anna Fárová (1928–2010)
- Markéta Fialková (1956–2011)
- Jiří Gruša (1938–2011)
- Jiří Hájek (1913–1993)
- Jiří Hanzelka (1920–2003)
- Václav Havel (1936–2011)
- Zbyněk Hejda (1930–2013)
- Josef Hiršal (1920–2003), Autor
- Dana Horáková (* 1947)
- Jaroslav Hutka (* 1947)
- Vladimír Kadlec (1912–1998)
- Eva Kantůrková (* 1930)
- Svatopluk Karásek (1942–2020)
- Ludvík Kavín (1943–2025)
- Alexandr Kliment (1929–2017)
- Vladimír Klokočka (1929–2009)
- Pavel Kohout (* 1928)
- Jiří Kolář (1914–2002)
- Božena Komárková (1903–1997)
- František Kriegel (1908–1979)
- Marta Kubišová (* 1942)
- Pavel Landovský (1936–2014)
- Emil Ludvík (1917–2007)
- Milan Machovec (1925–2003)
- Václav Malý (* 1950)
- Ivan Medek (1925–2010)
- Zdeněk Mlynář (1930–1997)
- Dana Němcová (1934–2023)
- Jan Patočka (1907–1977)
- František Pavlíček (1923–2004)
- Karel Pecka (1928–1997)
- Petr Pithart (* 1941)
- Jan Ruml (* 1953)
- Anna Šabatová (* 1951)
- Jan Šafránek (* 1948)
- Jaroslav Seifert (1901–1986)
- Karol Sidon (* 1942)
- Jiřina Šiklová, Soziologin (1935–2021)
- Věněk Šilhán (1927–2009)
- Jan Sokol (1936–2021)
- Dominik Tatarka (1913–1989)
- Josef Topol (1935–2015)
- Karel Trinkewitz (1931–2014)
- Milan Uhde (* 1936)
- Petr Uhl (1941–2021)
- Ludvík Vaculík (1926–2015)
- Alexandr Vondra (* 1961)

## Stiftung der Charta 77
1978 wurde die Stiftung der Charta 77 (Charta 77 Foundation) von Mitarbeitern der schwedischen Zeitschrift Folket i Bild und Jíři Pallas, einem Mitunterzeichner der Charta 77, in Stockholm gegründet. Sie finanzierte sich aus dem Preisgeld des Monismanien-Preises, den die Bewegung kurz zuvor erhalten hatte. Die Stiftung sollte die Bewegung Charta 77 und verfolgte Oppositionelle in der Tschechoslowakei unterstützen.
Im November 1989 zog sie nach Prag um und wurde dort als neue Organisation Nadáce Charty 77 (Stiftung der Charta 77) registriert. Sie eröffnete Büros in Brno und Bratislava. 1992 wurde eine eigenständige slowakische Stiftung gegründet.
Beide Stiftungen unterstützen verschiedene Projekte für die Stärkung der demokratischen Zivilgesellschaft in ihren Ländern. Die tschechische Stiftung ist seit 2012 an der Vergabe des Václav-Havel-Menschenrechtspreises zusammen mit dem Europarat und dem tschechischen Außenministerium beteiligt.
Seit 1987 vergibt die Stiftung den František-Kriegel-Preis.